# Гельголанд
Ге́льголанд, Хе́льголанд (нем. Helgoland) — архипелаг (до 1720 года — единый остров) в Гельголандской бухте на юго-востоке Северного моря, принадлежит Германии.
Состоит из одноимённого острова площадью 1 км² с населением 1370 человек (на 2012 год) и острова Дюне площадью 0,7 км² и без постоянного населения в километре восточнее, на котором расположен аэродром. Площадь общины, включающая прибрежные территории, составляет 4,2 км².
Входит в состав федеральной земли Шлезвиг-Гольштейн, но не входит в таможенную и налоговую территорию Европейского союза.
Раньше большинство населения острова говорило на гельголандском диалекте севернофризского языка, но теперь он практически вытеснен немецким языком. Несмотря на это, севернофризский язык является официальным.

## История
Остров населён с доисторических времен. 6500 лет назад территория Гельголанда была соединена с континентальной частью Европы. Примерно в VII веке на нём поселились фризы — один из небольших германских народов. Долгое время остров считался убежищем пиратов, промышлявших в Северном море.
В XII—XIII веках Гельголанд принадлежал Дании, а затем отошел немецкому герцогству Шлезвиг, которое, в свою очередь, через несколько веков само оказалось под контролем датской короны.
В 1720 году в результате шторма остров был разделен на две части.
Золотые времена для острова наступили в годы наполеоновских войн. В результате морской блокады Великобритании, объявленной французским императором, Гельголанд стал бойкой перевалочной базой для контрабандистов. Сказалось стратегическое положение. В 1807 году его заняли британские войска, после чего он стал частью Великобритании.
В 1826 году здесь обустроили морской курорт. Уже скоро остров начал пользоваться популярностью среди поэтов, писателей, художников и других представителей европейской интеллектуальной элиты. О нём восторженно отзывался Генрих Гейне, а Гофман фон Фаллерслебен в 1841 году написал здесь текст «Песни немцев» (позже она стала гимном Германии).

### Занзибарское соглашение
В 1890 году между Германской империей и Великобританией было подписано так называемое Гельголандско-занзибарское соглашение, с помощью которого две державы урегулировали свои интересы в Африке. Согласно договору, острова в Северном море отошли Германии в качестве компенсации за переданные британцам колониальные территории.

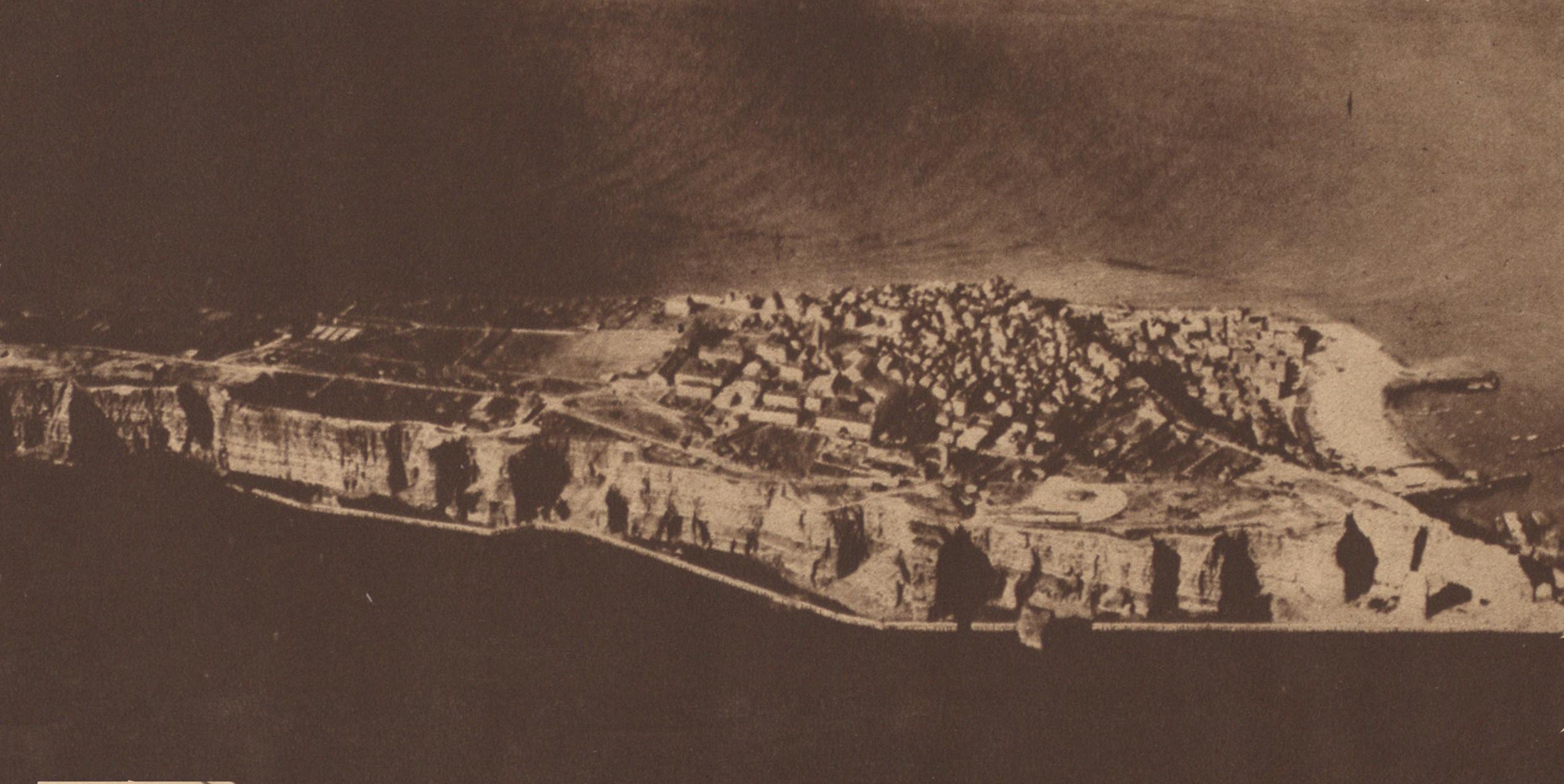
Гельголанд, 1919 год

Вскоре в истории острова начался военный период. Император Вильгельм II распорядился обустроить здесь военно-морскую базу. В Первую мировую войну у его берегов состоялись две большие морские битвы (Сражение в Гельголандской бухте). В эти годы гражданское население с острова эвакуировали.

### Вторая мировая война
В нацистской Германии также готовились планы строительства на островах большой базы, но их осуществили лишь частично. В южной части был выкопан гигантский бункер для подводных лодок со стенами трёхметровой толщины. К этому времени с развитием, в частности, авиации, стратегическое значение острова уменьшилось. Его почти не подвергали налётам. Лишь под конец войны в апреле 1945 года британские самолёты менее чем за два часа сбросили на Гельголанд около семи тысяч бомб. Острова стали абсолютно непригодными для жизни.
В 1947 году на острове был произведен самый мощный неядерный взрыв в истории человечества (в 1985 году рекорд был побит в эксперименте Minor Scale). С его помощью британские военные уничтожили бункеры и другие сооружения, построенные нацистской Германией для своих подводных лодок. Одновременно на воздух взлетело 4000 торпедных боеголовок, 9000 глубинных бомб и морских мин, 91 000 гранат разных калибров — в общей сложности 6700 тонн (6,7 Кт) взрывчатки. В последующие годы британские военные использовали и без того уже изуродованный и безлюдный остров в качестве полигона для учебных бомбометаний.

### После войны
В 50-е годы бывшие жители Гельголанда начали международную кампанию, требуя прекратить разрушение их родного острова. Адресатами обращений были новое правительство ФРГ, ООН, британский парламент и даже Папа Римский.
В конце 1950 года группа мирных активистов проникла на остров, установив на нём три флага — Федеративной Республики, международного общественного Европейского движения, а также исторический флаг Гельголанда.
Смелая акция привлекла внимание к проблеме острова и дала новый импульс обсуждению его судьбы. Уже вскоре Бундестаг единогласно поддержал резолюцию с требованием вернуть эту территорию Германии, что и было сделано правительством Черчилля в марте 1952 года.
Через несколько лет остров заново отстроили и он начал свою новую курортно-туристическую жизнь.

## Современность

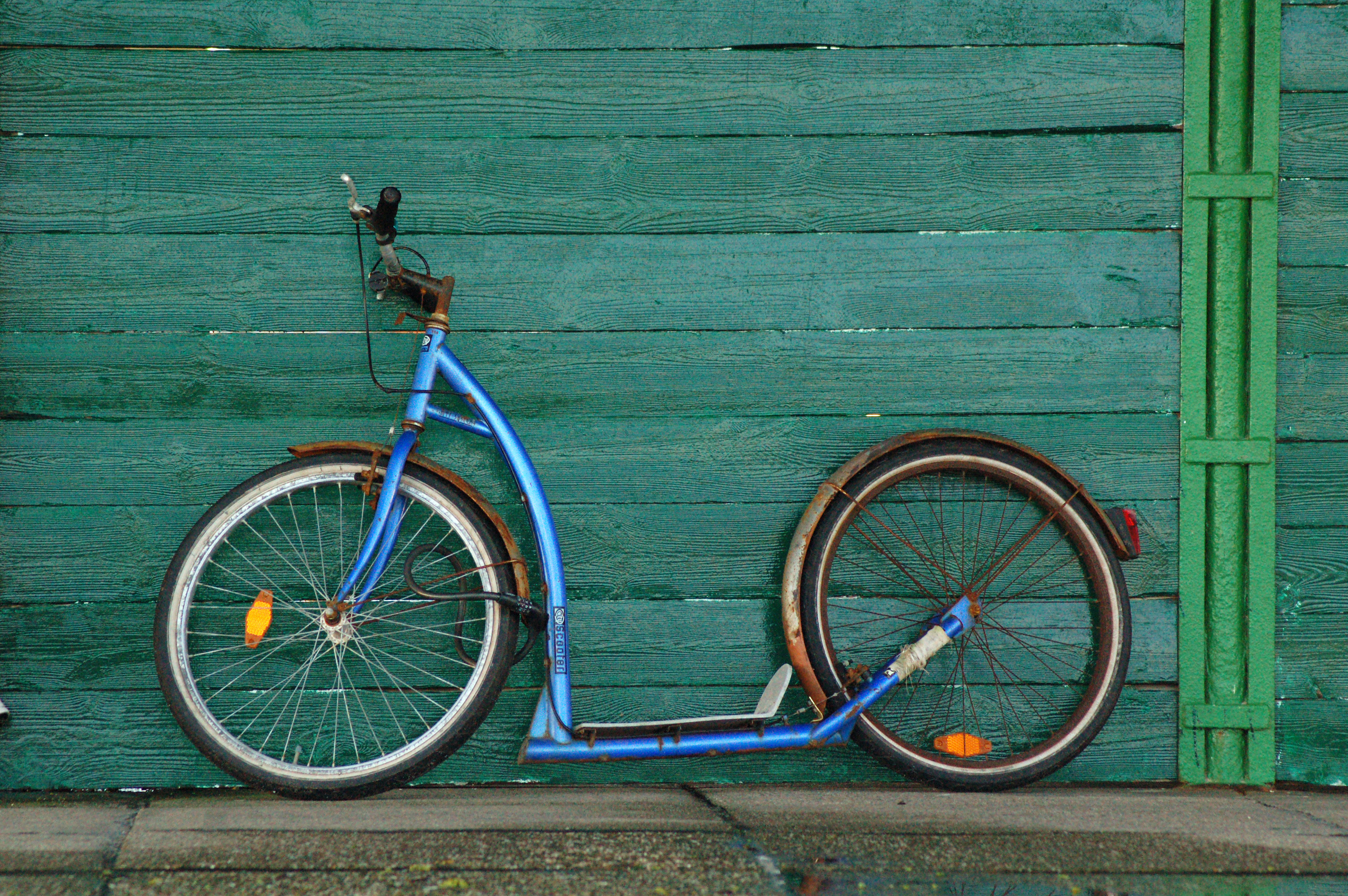
Самокат на Гельголанде — велосипеды на острове не допускаются

На острове запрещено движение автомобилей и велосипедов.
Бизнесмен из Гамбурга, строитель Арне Вебер, уже несколько лет вынашивает идею засыпать пролив между основным островом и островом Дюне. На отвоеванной у Северного моря территории бизнесмен предлагает построить несколько отелей, увеличив число гостиничных мест почти в три раза, а также оборудовать более просторный и комфортный пляж. Общий объём инвестиций оценивается в миллиард евро.
После длительных дискуссий местные власти от масштабных планов гамбургского предпринимателя решили отказаться. Вместо этого на Гельголанде намерены модернизировать портовый комплекс и морской причал. В свою очередь Арне Вебер назвал такую позицию недальновидной и выразил надежду на то, что решение будет пересмотрено после муниципальных выборов этой осенью.
На острове, по всей видимости, просто не хотят ещё раз менять его облик. Он и так уже сильно пострадал от рук человека.
На состоявшемся 26 июня 2011 года референдуме жители Гельголанда высказались против искусственного увеличения территории острова. В голосовании приняли участие 1068 человек (явка составила 81,4 %). 54,7 % проголосовали «против», 45,3 % — «За».
В соответствии с планом, остров Гельголанд и расположенный в километре от него остров Дюне предполагалось соединить искусственной насыпью общей площадью 100 гектаров (примерно 30 футбольных полей), на которой должны были появиться отели, пристани для яхт и круизных лайнеров, а также оборудован пляж.
Грандиозный проект по развитию туристической инфраструктуры был призван улучшить общее экономическое положение острова. Гельголанд находится под угрозой стагнации: число туристов уменьшается, многие жители покидают остров.
Бургомистр Гельголанда Йорг Сингер (нем. Joerg Singer), активно поддерживавший проект искусственной насыпи, заявил, что, итоги референдума ни в коем случае не перечёркивают планов по дальнейшему развитию острова. По его словам, теперь настало время рассмотреть другие возможности по наращиванию островной территории.

## Здесь родились
- Джеймс Крюс — детский писатель.

## Фотографии

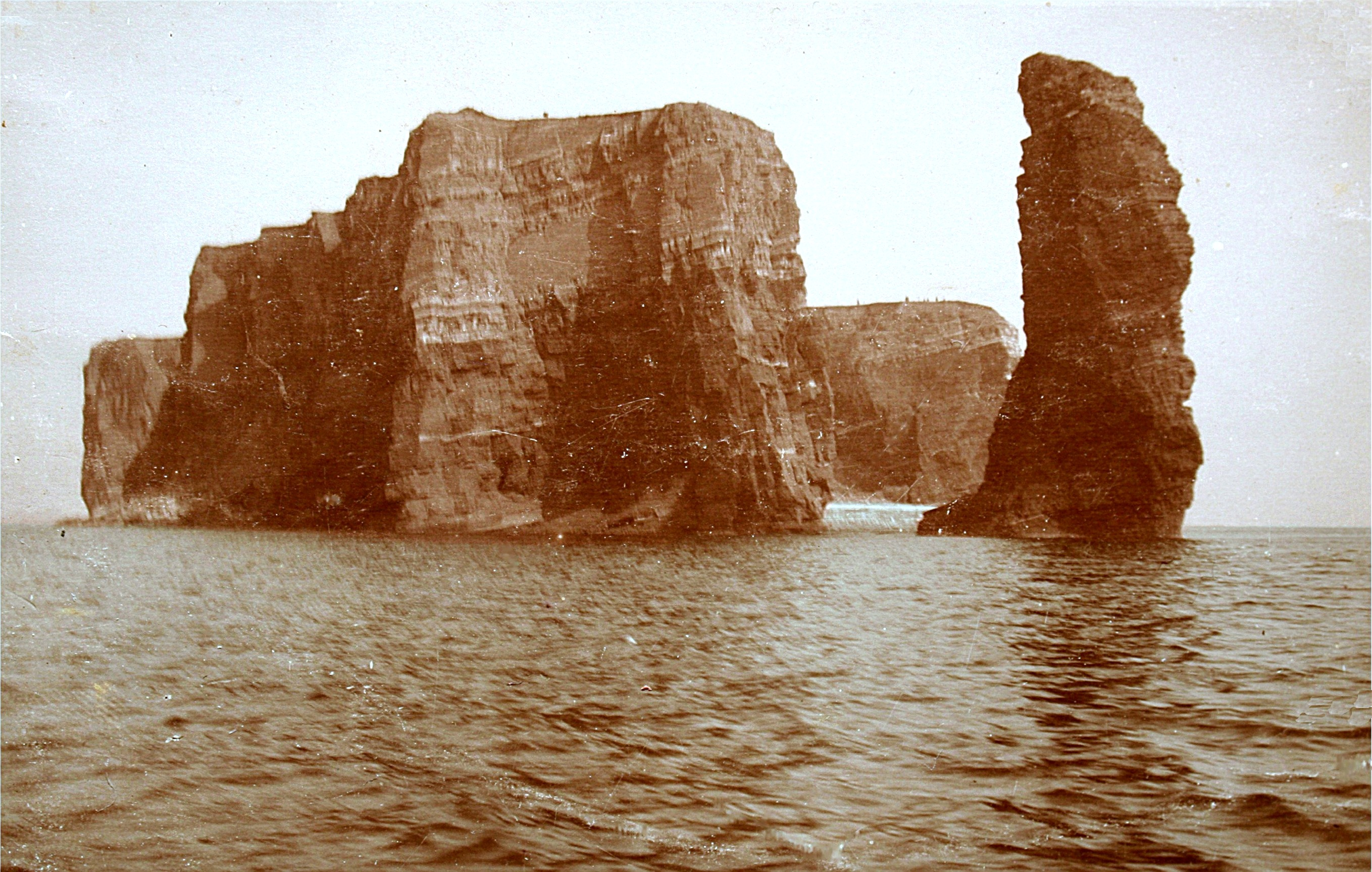
Гельголанд около 1929/30
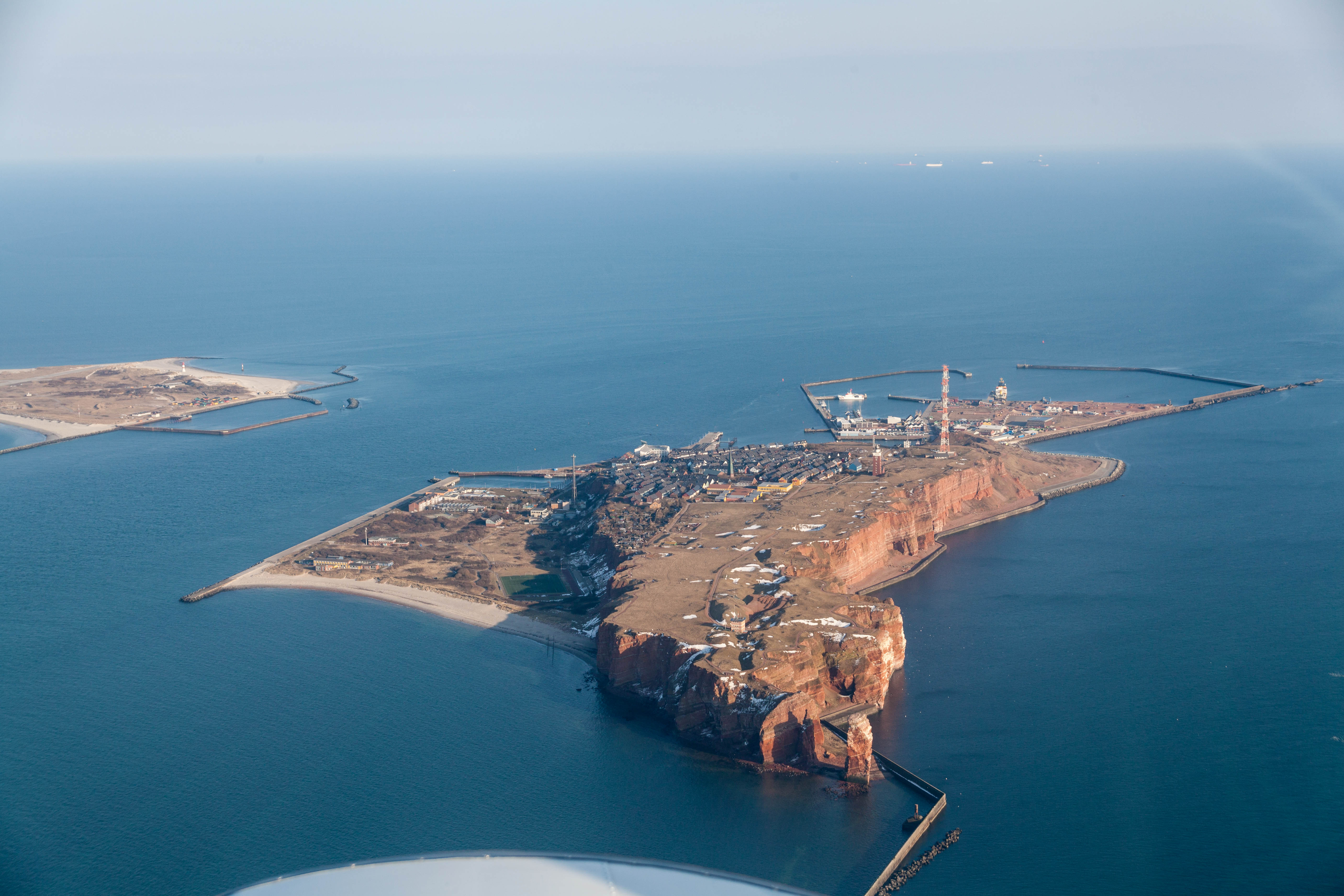
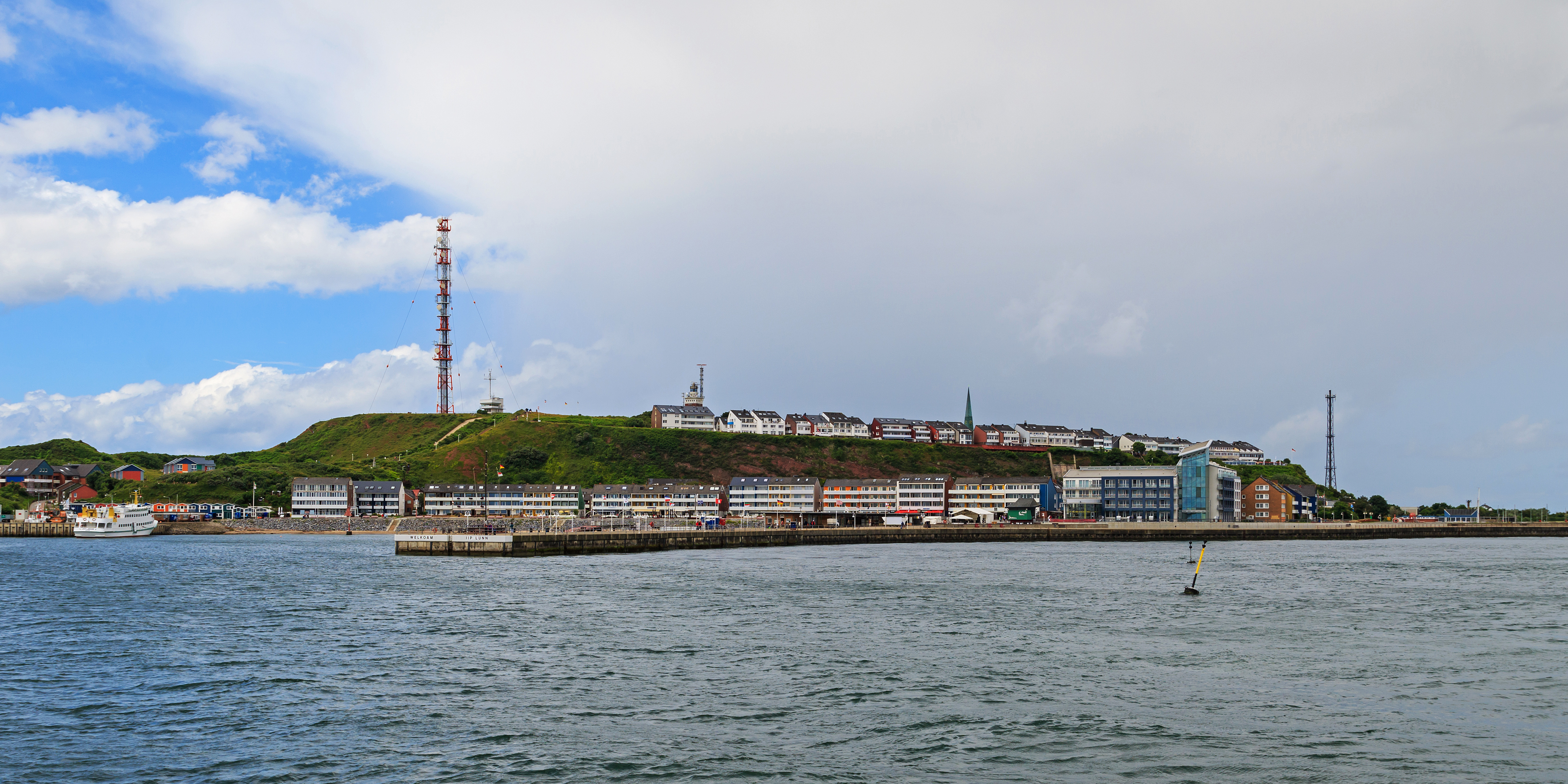
Вид на Гельголанд с моря
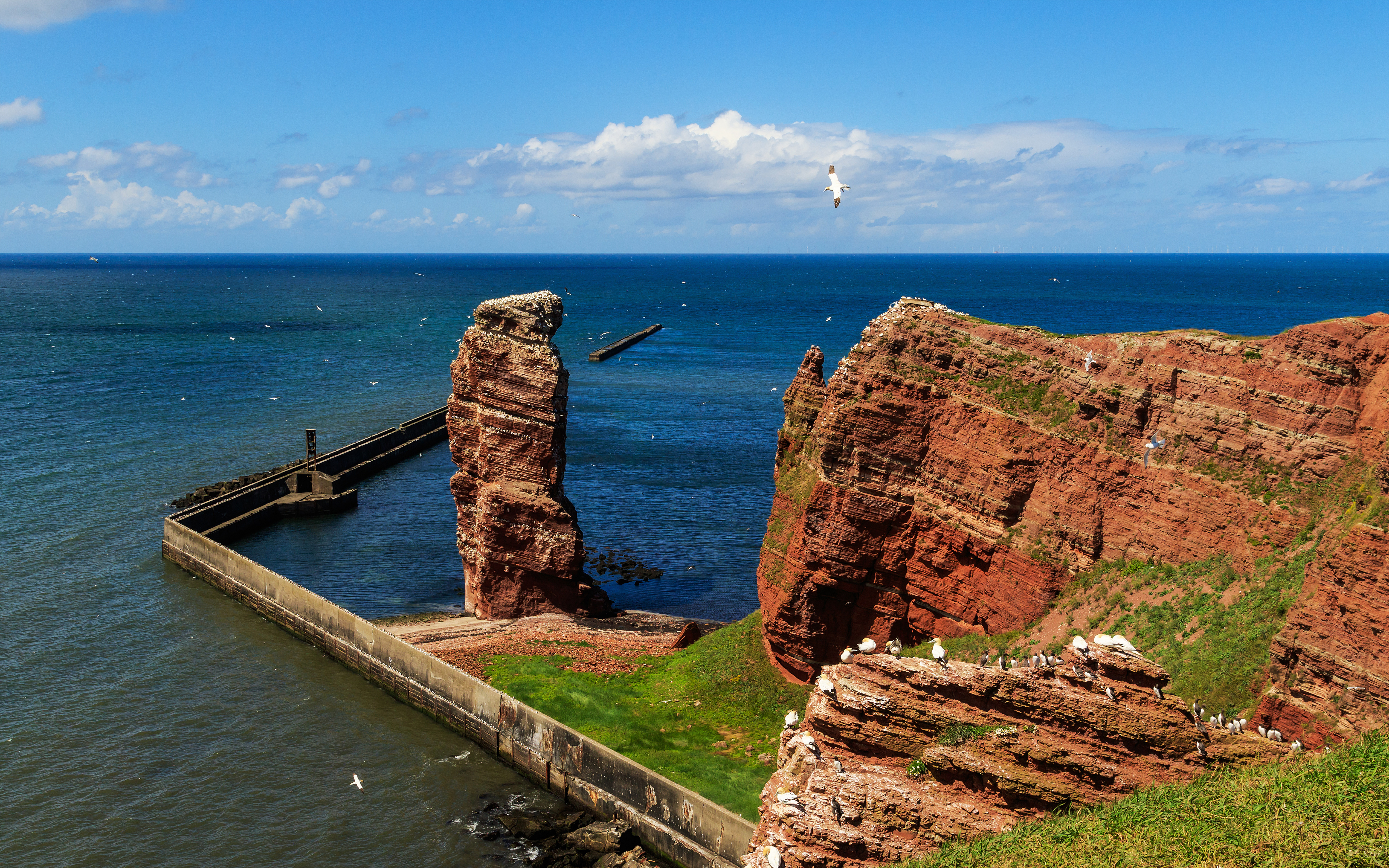
«Длинная Анна»
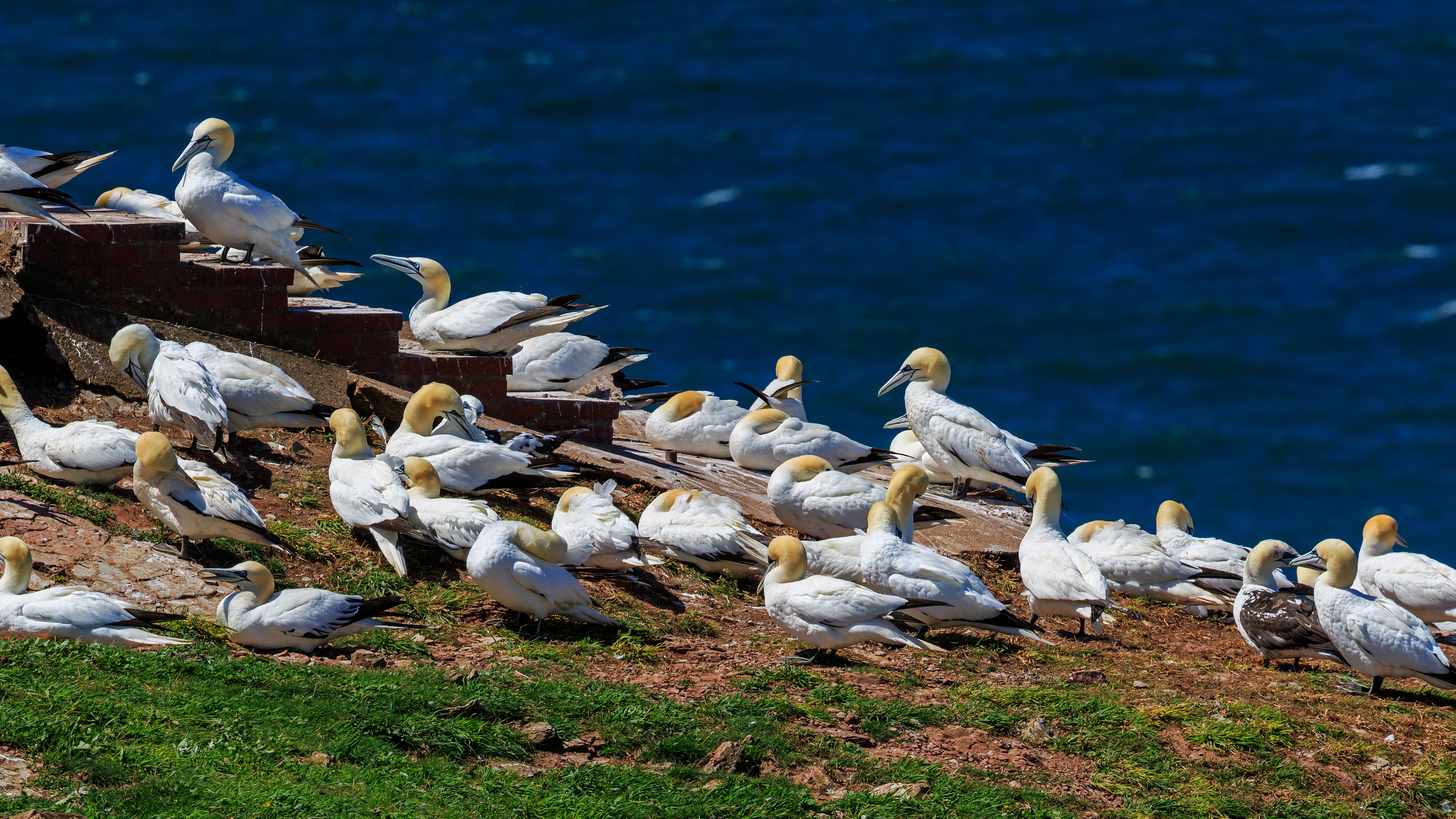
Олуши на клифах Гельголанда
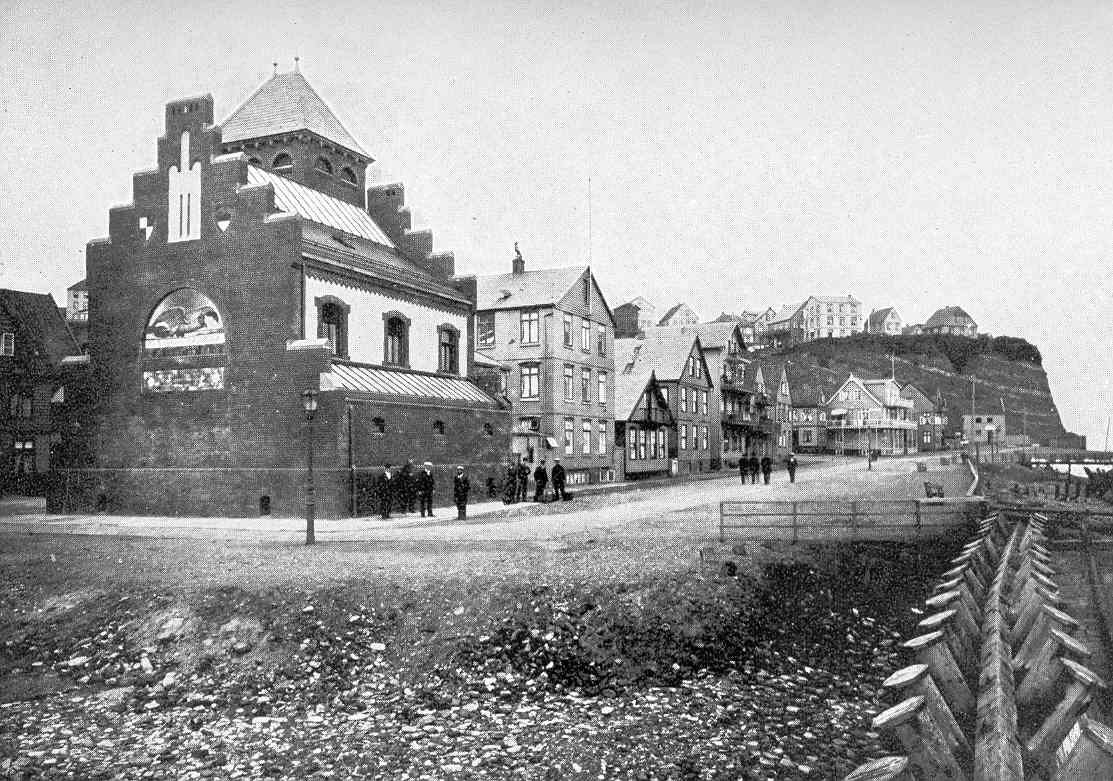
1910 год
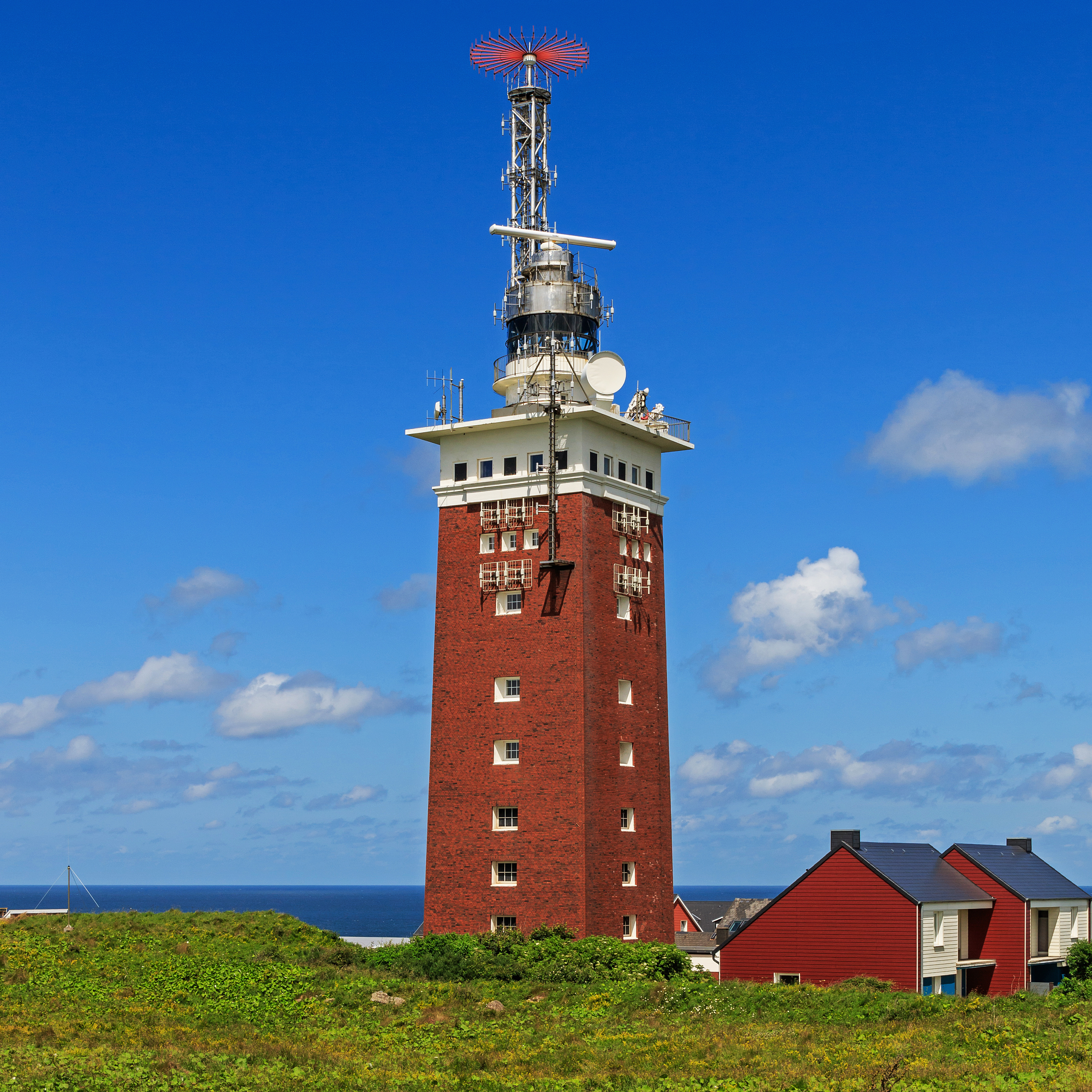
Гельголандский маяк
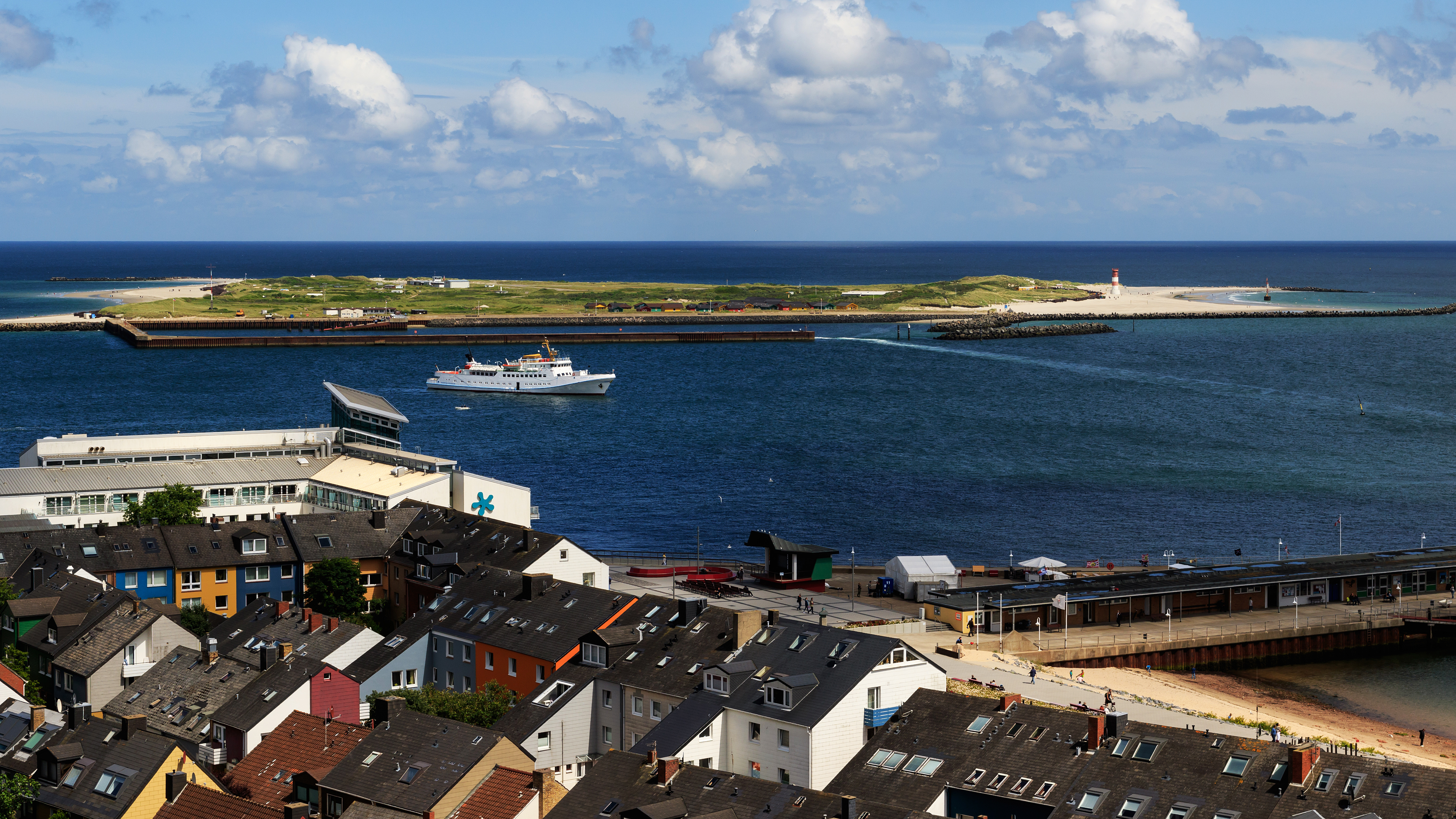
Вид на Дюне